# هند شرقی

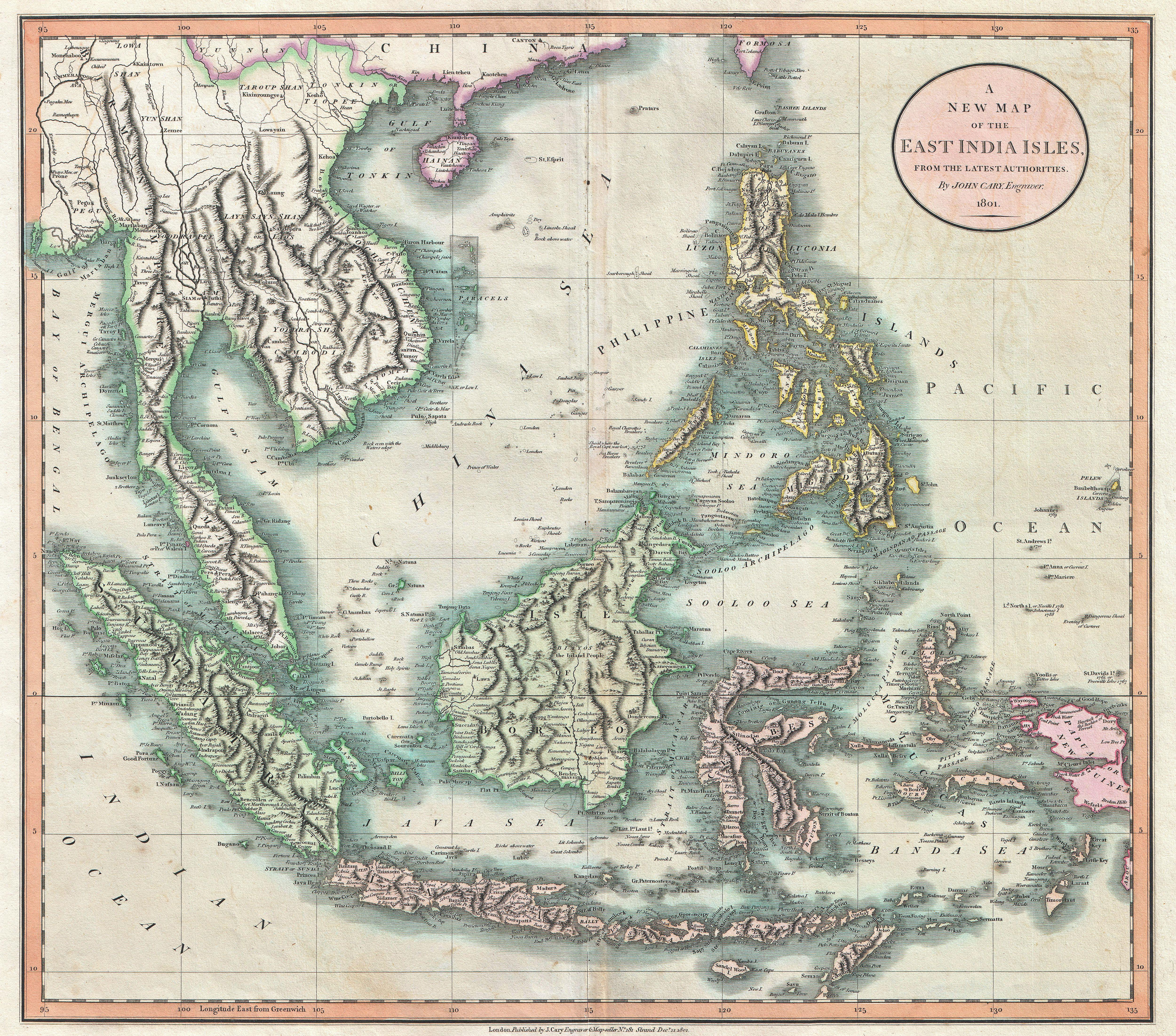
یک نقشه از شرق هند در سال ۱۸۰۱.

هند شرقی و نیز ایندیز (Indies) یا ایندیز شرقی یا (East Indies) یک اصطلاح مورد استفاده برای توصیف اراضی جنوب و جنوب شرقی آسیا است. در معنای وسیع تر، ایندیز می‌تواند مورد استفاده قرار گیرد برای اشاره به جزایر جنوب شرقی آسیا به ویژه مجمع الجزایر مالایی. نام «ایندیز» است مشتق شده از رودخانه سند یا ایندوس (Indus) گرفته شده و دلالت ضمنی بر بخش‌هایی از آسیا دارد که تحت تاثیر و نفوذ فرهنگ هند بوده‌اند؛ مورد استثنا ویتنام، لائوس و کامبوج اند که در حوزه فرهنگی چین قرار داشته‌اند).
تا قبل از استقلال اندونزی، مستعمرات هلند در منطقه جنوب شرقی آسیا برای حدود ۳۰۰ سال با عنوان هند شرقی هلند شناخته می‌شدند؛ در حالی که مستعمرات اسپانیا در این منطقه با نام هند شرقی اسپانیا شهرت داشتند تا زمانی که این مناطق توسط آمریکا فتح شدند و فیلیپین استقلال یافت. هند شرقی همچنین ممکن است شامل مستعمرات سابق فرانسه در منطقه با نام هندوچین شود. سرزمین برونئی و سنگاپورو مستعمره سابق پرتغال تیمور شرقی هم جزو هند شرقی است. آن را نمی‌کند، اما هند شرقی شامل مستعمره سابق هلند گینه نو غربی (پاپوآی غربی) نمی‌شود که از لحاظ جغرافیایی بخشی از آسیا و اقیانوسیه در نظر گرفته می‌شود.
ساکنان هند شرقی تقریباً هرگز به نام هندیان شرقی نام برده نشده‌اند و این آنها را از ساکنان کارائیب (هند غربی) و از سرخپوستان بومی قاره آمریکا که اغلب به نام «سرخپوستان آمریکایی» (American Indians) شناخته می‌شوند متمایز می‌کند. در دوران استعمار آنها فقط «بومیان» (natives) می‌نامیدند. اما مردم منطقه هند شرقی طیف گسترده‌ای از تنوع فرهنگی دارند و خود را متعلق به یک گروه قومی خاص در نظر نمی‌گیرند. بودیسم، اسلام، مسیحیت و آیین هندو محبوب‌ترین ادیان در سراسر منطقه هند شرقی هستند، در حالی که آئین‌های سیک، جین، و دین‌های سنتی چین در برخی از مناطق رواج دارند. هند شرقی دارای تنوع گسترده‌ای از خانواده‌های زبانی است و نباید با اصطلاح زبانهای هندوآریایی که اشاره به یک گروه از زبانهای هند و ایرانی در جنوب آسیا می‌کند اشتباه گرفته شوند.
ناحیه گسترده هند شرقی از منظر اروپایی‌ها به دو بخش هند نزدیک (Hither India) و هند دور (Further India) تقسیم می‌شوند. هند نزدیک هند بریتانیا است و دومی به معنای منطقه جنوب شرقی آسیا است.
مناطق هند شرقی گاه با نام امپراتوری‌های استعمارگر آنها شناخته می‌شوند. به این ترتیب «هند شرقی بریتانیا»  اشاره به مالزی می‌کند؛ هند شرقی هلند اشاره به اندونزی دارد؛ و هند شرقی اسپانیا به معنی فیلیپین است.
از لحاظ تاریخی پادشاه حبشه (اتیوپی) با عنوان "یوحنای کشیش هند (شرقی)" شناخته می‌شد؛ چرا که فکر می‌شد که حبشه یکی از سه هند است.

## تاریخچه

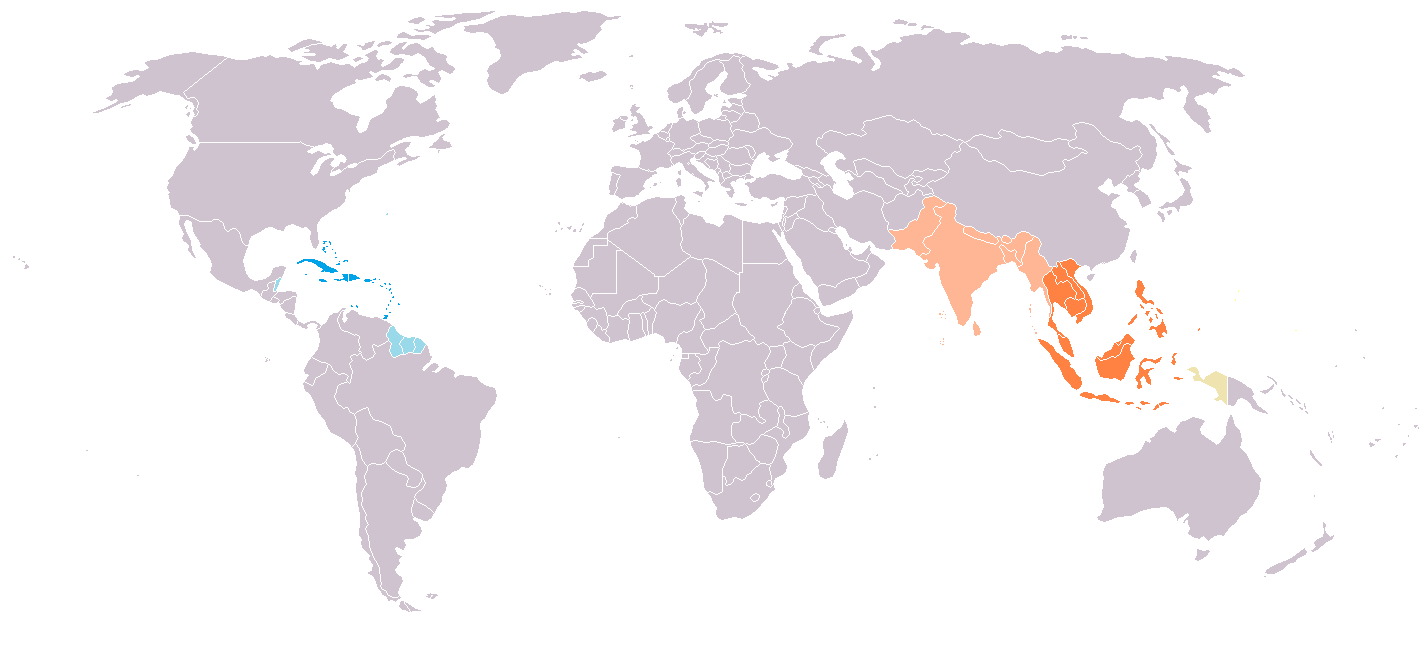

اکتشاف در مناطق هند شرقی توسط قدرتهای اروپا در اواخر قرن ۱۵ و اوایل قرن ۱۶ با پیشگامی کاشفان پرتغالی انجام شد. پرتغالی‌ها کل را هند (ایندیز Indies) نام نهادند. در نهایت این منطقه به چند هند تفکیک شد. هند شرقی که همچنین به نام «هند قدیم» یا «هند بزرگ» هم شناخته می‌شد، متشکل از هند بود و هند غربی (یا هند جدید New Indies) نیز نام منطقه «آمریکا» یا «کارائیب» می‌شد.
این مناطق منابع مهم تجارت کالا به خصوص پنبه، نیل و ادویه جات برای شرکتهای بزرگ تجاری مانند کمپانی هند شرقی بریتانیا و شرکت هند شرقی هلند در قرن ۱۷ شدند.
این دنیای جدید در ابتدا از سوی کریستف کلمب به عنوان شرقی‌ترین بخش از هند باشد.